# Lucius Cornelius Sisenna
Lucius Cornelius Sisenna (okolo 119 př. n. l. – 67 př. n. l.) byl římský spisovatel, politik a historik.
Roku 78 př. n. l. se stal praetorem, zemřel na Krétě jako Pompeiův legát ve válce proti pirátům.

## Dílo
- Historiae, 23 knih, popisující dějiny od Spojenecké války (91 př. n. l.) až do Sullovy smrti (78 př. n. l.). Toto dílo pravděpodobně navazuje na dílo S. Aseliona, které končí rokem 91 př. n. l.. Dílo se zachovalo pouze v citacích Nonia a dalších autorů.